# Efeito Zener
O efeito Zener é um efeito elétrico estudado por Clarence Zener que ocorre quando o campo elétrico produzido na aplicação da tensão inversa é suficiente para produzir a quebra de ligações covalentes, multiplicando rapidamente os portadores de carga. Este tipo de ruptura é denominado "ruptura zener" e o ponto no qual se inicia a ruptura zener é chamado de "tensão zener". É base para o funcionamento do diodo Zener.